# Morrison-Knudsen

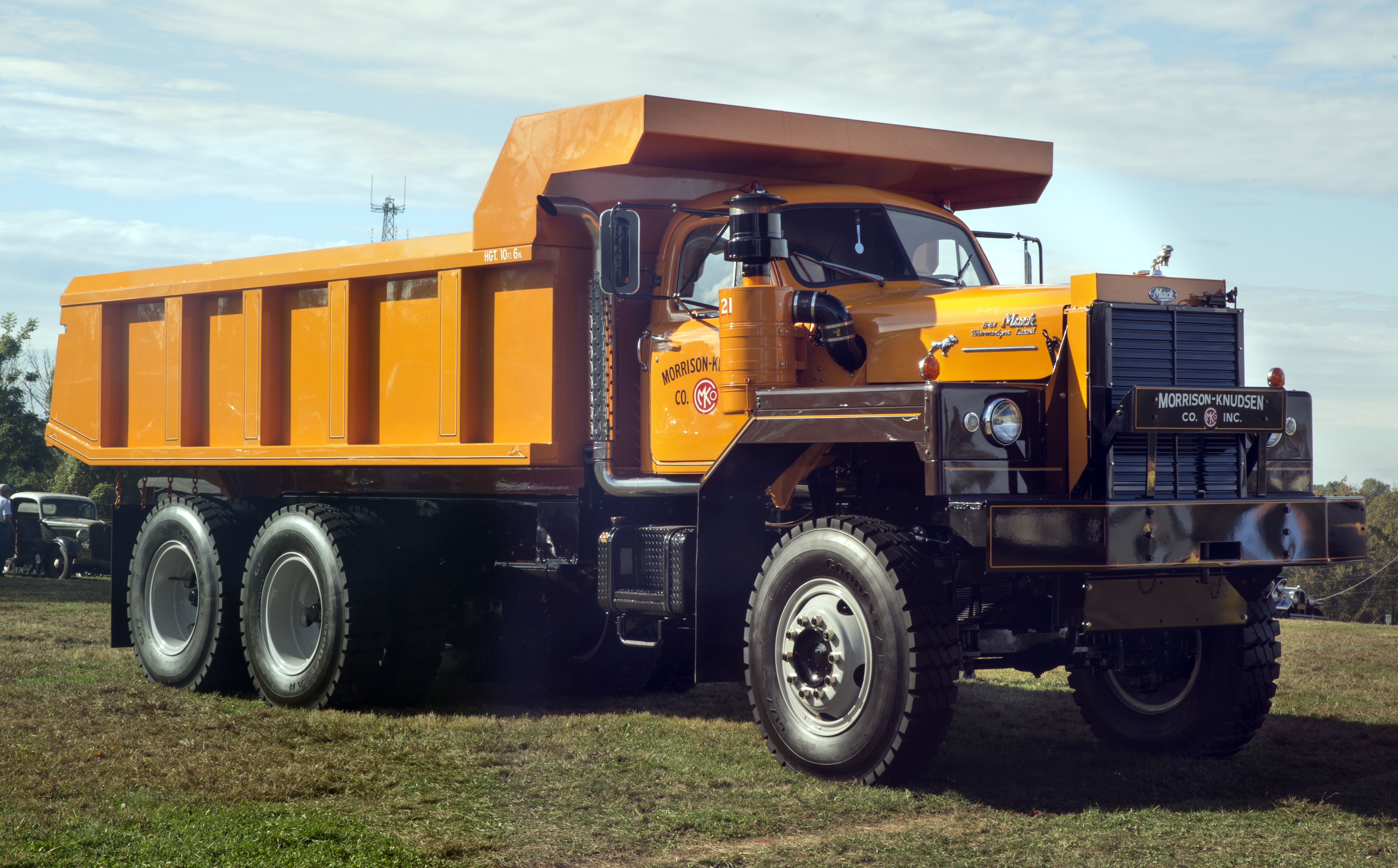
Ein ehemals von Morrison-Knudsen betriebener Mack-Muldenkipper

Morrison-Knudsen war ein US-amerikanischer Mischkonzern, der 1912 von Harry Morrison und Morris Knudsen gegründet wurde. Einen Geschäftsbereich stellte der Ingenieurbau dar. In diesem war Morrison-Knudsen an der Konstruktion und Errichtung wichtiger Bauwerke wie des Hoover Dam, der Oakland Bay Bridge, des Vehicle Assembly Building und der Trans-Alaska-Pipeline beteiligt. Ab den 1970er Jahren baute das Unternehmen Lokomotiven um und remotorisierte diese. Später wurden eigene Lokomotiven, Personenwagen und U-Bahnwagen gebaut.

## Geschichte
Die Unternehmensgründer Harry Morrison und Morris Knudsen lernten sich 1905 bei einem Kanalbauprojekt in Montana kennen. Morrison war dort als Angestellter des Bureau of Reclamation beschäftigt, während Knudsen als selbstständiger Auftragnehmer Erdarbeiten ausführte. Das erste gemeinsame Projekt der beiden umfasste Arbeiten an einer Pumpstation. Diese Arbeiten warfen zwar keinen Gewinn ab, motivierten das Duo jedoch zu weiteren gemeinsamen Projekten. In der Folgezeit arbeitete das Unternehmen der beiden an Kanälen, Forststraßen und Schienenwegen. Ein Durchbruch war die Teilnahme am Konsortium zur Errichtung der Hoover-Staumauer ab 1931. Es folgten weitere große Projekte zum Bau von Absperrbauwerken. Zur Zeit des Zweiten Weltkriegs wurden zunehmend Flugplätze und Lager für das US-Militär errichtet. Insbesondere während des Kalten Kriegs entwickelte sich Morrison-Knudsen zu einem wichtigen Auftragnehmer der US-Streitkräfte und der NASA.
In den 1970er und 1980er Jahren erfolgte ein starkes Unternehmenswachstum, das durch eine Ausweitung der Geschäftsbereiche begleitet wurde, dies umfasste unter anderem auch den Einstieg in den Schiffbau (mit der Übernahme der National Steel and Shipbuilding Company 1979) und das Immobiliengeschäft. Nach der Übernahme der Geschäftsführung durch William Agee 1988 veräußerte dieser diese defizitären Sparten wieder und erweiterte das bereits bestehende Geschäft mit Schienenfahrzeugen. Während schon ab den 1970er Jahren Lokomotiven anderer Hersteller umgebaut wurden, wurden ab der Umstrukturierung Agees eigene Lokomotiven und Personenwagen konstruiert und gebaut. Damit spekulierte Agee auf ein Wiederaufleben des Schienenverkehrs, insbesondere des öffentlichen Personennahverkehrs, in den Vereinigten Staaten.
Die Strategie Agees führte zu schweren Verlusten in den 1990er Jahren, die hauptsächlich durch Fehlkalkulationen in der Schienenverkehrssparte Morrison-Knudsen Rail Corporation (MK Rail) verursacht wurden. William Agee wurde schließlich 1995 entlassen, und ein Jahr später rutschte Morrison-Knudsen in die Insolvenz. Durch die folgende Übernahme von Morrison-Knudsen durch die deutlich kleinere Washington Construction Group entstand noch im selben Jahr die Washington Group International. Die Übernahme umfasste nicht die Schienenverkehrssparte, welche sich in MotivePower Industries umbenannte und 1999 mit der Westinghouse Air Brake Company zu Wabtec fusionierte.
Die Akquisition der Bausparte des Raytheon-Konzerns brachte Washington Group International im Jahr 2001 aufgrund unentdeckter Verbindlichkeiten der ehemaligen Raytheon-Tochter selbst in eine schwerwiegende finanzielle Schieflage, an deren Ende die Insolvenz der Washington Group International stand. Nach einer Reorganisation wurde das Unternehmen 2007 an die URS Corporation veräußert.